# Squash-Mannschaftseuropameisterschaft 1973
Die Mannschaftseuropameisterschaft der Herren 1973 im Squash fand vom 27. bis 30. April 1973 in Edinburgh, Schottland, statt. Insgesamt traten zehn Mannschaften bei der Erstauflage der Meisterschaft an.
Die teilnehmenden Mannschaften traten in zwei Gruppen an. Innerhalb der Gruppen wurde im Round-Robin-Modus gespielt, die beiden Gruppenzweiten bestritten ein Spiel um den dritten Platz, die beiden Gruppensieger kamen ins Finale. Die Mannschaften bestanden dabei aus fünf Spielern. Im Finale traf England auf Schottland und gewann mit 5:0. Zum englischen Kader gehörten Philip Ayton, Paul Millman, Bryan Patterson, Stuart Courtney und John Easter. Dritter wurde Irland vor Wales.

## Ergebnisse

### Vorrunde

#### Gruppe A
| Rang | Land     | Sp. | S | N | Sp.-Diff. | Punkte |
| ---- | -------- | --- | - | - | --------- | ------ |
| 1    | England  | 4   | 4 | 0 | 20:0      | 8      |
| 2    | Irland   | 4   | 3 | 1 | 13:7      | 6      |
| 3    | Schweden | 4   | 2 | 2 | 10:10     | 4      |
| 4    | Dänemark | 4   | 1 | 3 | 7:13      | 2      |
| 5    | Monaco   | 4   | 0 | 4 | 0:20      | 0      |

| England | – | Schweden | 5:0 |
| England | – | Dänemark | 5:0 |
| England | – | Irland   | 5:0 |
| England | – | Monaco   | 5:0 |
| Irland  | – | Schweden | 4:1 |

| Irland   | – | Dänemark | 4:1 |
| Irland   | – | Monaco   | 5:0 |
| Schweden | – | Dänemark | 4:1 |
| Schweden | – | Monaco   | 5:0 |
| Dänemark | – | Monaco   | 5:0 |

#### Gruppe B
| Rang | Land         | Sp. | S | N | Sp.-Diff. | Punkte |
| ---- | ------------ | --- | - | - | --------- | ------ |
| 1    | Schottland   | 4   | 4 | 0 | 20:0      | 8      |
| 2    | Wales        | 4   | 3 | 1 | 15:5      | 6      |
| 3    | Finnland     | 4   | 2 | 2 | 10:10     | 4      |
| 4    | Niederlande  | 4   | 1 | 3 | 5:15      | 2      |
| 5    | Griechenland | 4   | 0 | 4 | 0:20      | 0      |

| Schottland | – | Niederlande  | 5:0 |
| Schottland | – | Wales        | 5:0 |
| Schottland | – | Griechenland | 5:0 |
| Schottland | – | Finnland     | 5:0 |
| Wales      | – | Finnland     | 5:0 |

| Wales       | – | Niederlande  | 5:0 |
| Wales       | – | Griechenland | 5:0 |
| Finnland    | – | Niederlande  | 5:0 |
| Finnland    | – | Griechenland | 5:0 |
| Niederlande | – | Griechenland | 5:0 |

### Finalrunde

#### Spiel um Platz 3
| Irland | – | Wales | 4:1 |

#### Finale
| England | – | Schottland | 5:0 |

## Abschlussplatzierungen
| Rang | Mannschaft   |
| 01.  | England      |
| 02.  | Schottland   |
| 03.  | Irland       |
| 04.  | Wales        |
| 05.  | Schweden     |
| 05.  | Finnland     |
| 05.  | Niederlande  |
| 05.  | Dänemark     |
| 05.  | Griechenland |
| 05.  | Monaco       |